# Corchorus olitorius
Corchorus olitorius, Corchorus olitorius, također nazvana “židovski sljez”, “grm bamija”, “nalta juta” ili “juteni sljez”, jednogodišnja je zeljasta biljka iz porodice sljezova (Malvaceae), koja se uzgaja kao izvor vlakana od jute i zbog jestivog lišća. Juteni sljez uzgaja se diljem tropske Azije i Afrike, a njezino sluzavo lišće i mlade stabljike obično se jedu kao povrće slično bamiji. Biljka je posebno popularna u brojnim arapskim zemljama, gdje se koristi u jelu na bazi juhe poznatom kao molokhia ili mulukhiyyah. Juta, dobivena od vlakana lika, koristi se za izradu jeftinih tkanina kao što su juta i konop, iako se vlakna jutenog sljeza smatraju donekle inferiornijima od vlakana bijele jute (Corchorus capsularis). Često se misli da je biljka sljez koji se spominje u Knjizi o Jobu, a naziv "židovski sljez" možda potječe iz toga i činjenice da je povijesno bio popularna hrana među egipatskim Židovima.

## Galerija
- C. olitorius
- C. olitorius
- C. olitorius
- C. olitorius, sjeme